# Sulfurylchlorid
Sulfurylchlorid ist eine farblose, in Gegenwart von Wasser ätzend wirkende Flüssigkeit, die zur Gruppe der anorganischen Säurechloride gezählt wird. Es ist das Dichlorid der Schwefelsäure.

## Geschichte
Die Verbindung wurde erstmals im Jahr 1838 vom französischen Chemiker Henri Victor Regnault durch die Reaktion eines Gasgemischs aus Schwefeldioxid und Chlor unter Einwirkung von Sonnenlicht hergestellt.

## Gewinnung und Darstellung
Es bildet sich aus Schwefeldioxid und Chlor am Aktivkohlekatalysator oder durch Zersetzung von Chlorsulfonsäure:
{\displaystyle \mathrm {SO_{2}(g)+Cl_{2}(g)\ \longrightarrow \ \ SO_{2}Cl_{2}(l)} }
{\displaystyle \mathrm {2\ HSO_{3}Cl\ \longrightarrow \ \ SO_{2}Cl_{2}+H_{2}SO_{4}} }

## Eigenschaften

### Physikalische Eigenschaften
Sulfurylchlorid ist eine leichtbewegliche, an feuchter Luft rauchende Flüssigkeit, die aufgrund ihres recht niedrigen Siedepunkts von  69 °C leicht verdampft und problemlos durch Destillation gereinigt werden kann. Es hat eine für viele Halogenverbindungen typische hohe Dichte von 1,6674 g·cm−3.
Sulfurylchlorid ist bisphänoid (verzerrt tetraedisch) aufgebaut, das Schwefelatom sitzt hierbei in der Tetraedermitte. Die Bindungslängen der Atombindungen sind im Bild dargestellt.

### Chemische Eigenschaften
Mit Wasser reagiert Sulfurylchlorid unter ausgesprochen heftiger Zersetzung und Wärmeentwicklung zu Schwefelsäure und Chlorwasserstoff:
{\displaystyle \mathrm {SO_{2}Cl_{2}(l)+2\ H_{2}O(l)\ \longrightarrow \ 2\ HCl(g)+H_{2}SO_{4}(l)} }
Weiterhin reagiert es heftig mit Basen sowie mit niederen Alkoholen.

## Verwendung
Aus Sulfurylchlorid können durch elektrophile aromatische Substitution aromatische Sulfonsäurechloride (Sulfochloride) hergestellt werden. Weiterhin kann es in Gegenwart eines Radikalstarters zur radikalischen Chlorierung von Alkanen und Cycloalkanen verwendet werden. Bei letzterer Reaktion entstehen als gasförmige Nebenprodukte Schwefeldioxid und Chlorwasserstoff.

## Sicherheitshinweise
Sulfurylchlorid ist stark ätzend und greift Haut und besonders Schleimhäute und Augen heftig an. Beim Arbeiten ist ein gut ziehender Abzug zu verwenden und persönliche Schutzausrüstung zu tragen (Kittel, Schutzbrille, Schutzhandschuhe).
Reste von Sulfurylchlorid müssen unter größter Vorsicht in kleinen Portionen in eine Eis/Wasser-Mischung eingetragen werden. Die dann erhaltene Schwefelsäure-Salzsäure-Mischung wird mit einer geeigneten Base vorsichtig neutralisiert, bevor sie der fachgerechten Entsorgung zugeführt wird.